# Provincia di Bié
La provincia di Bié è una provincia dell'Angola centrale. Il capoluogo è Kuito (precedentemente nota come "Silva Porto"). Ha una superficie di 70.314 km² ed una popolazione di 1.843.852 (stima del 2009).
La provincia è posta al centro dell'Angola e confina a nord con la provincia di Malanje, a nord-est con la provincia di Lunda Sul, a est con quella di Moxico, a sud con quella di Cuando Cubango ed a ovest con le province di Huíla, Huambo e Cuanza Sul. 
Morfologicamente il territorio è caratterizzato dall'altopiano centrale angolano che raggiunge nella provincia un'altezza massima di 1.852 metri. Il suolo è tra i più fertili dell'Angola ed è solcato ad est ed a nord dal fiume Cuanza, che scorrendo verso nord, segna parte del confine con il Malanje. Il sud-ovest è solcato dal fiume Cuchi, un affluente del Cubango.

## Geografia antropica

### Suddivisioni amministrative
La provincia di Bié è suddivisa in 9 municipi e 39 comuni.

#### Municipi
- Andulo, Catabola, Chinguar, Chitembo, Cuemba, Cunhinga, Kuito, Camacupa, Nharea.

#### Comuni
- Munhango, Caivera, Sachinemuna, Andulo, Belo Horizonte, Cambândua, Chicala, Chinguar, Chipeta, Chitembo, Chiuca, Chivaúlo, Dando, Gamba, Kachingues, Kaiei, Kalucinga, Kamakupa, Kangote, Kassumbe, Katabola, Kuemba, Kuito, Kunhinga, Kunje, Kutato, Kwanza, Luando, Lúbia, Malengue, Mumbué, Mutumbo, Nharea, Ringoma, Sande, Soma Kwanza, Sto António da Muinha, Trumba, Umpulo.